# Вицола Тичино
Вицола Тичино (итал. Vizzola Ticino) је насеље у Италији у округу Варезе, региону Ломбардија.
Према процени из 2011. у насељу је живело 23 становника. Насеље се налази на надморској висини од 223 м.

## Становништво
| 1931. | 1936. | 1951. | 1961. | 1971. | 1981. | 1991. | 2001. | 2011. |
| ----- | ----- | ----- | ----- | ----- | ----- | ----- | ----- | ----- |
| 440   | 481   | 529   | 568   | 451   | 452   | 423   | 428   | 576   |